# Судан (носоріг)
Судан (англ. Sudan, нар. 19 листопада 1973 — пом. 19 березня 2018) — білий носоріг, один з останніх представників свого підвиду (північний білий носоріг, Ceratotherium simum cottoni), останній самець.
Носоріг отримав своє прізвисько на честь місця народження — він з'явився на світ у Національному парку Шамбе в Судані в листопаді 1973 року (зараз — Південний Судан). Більшу частину життя провів у чеському зоопарку в місті Двур-Кралове-над-Лабою (чеськ. ZOO Dvůr Králové nad Labem), від грудня 2009 року до березня 2018-го жив у заповіднику «Ол Педжета» (англ. Ol Pejeta Conservancy), розташованому поряд із містом Наньюкі (Кенія).
Судан — останній самець свого підвиду (передостанній носоріг Ангаліфу помер у грудні 2014 року в зоопарку Сан-Дієго, Каліфорнія). У листопаді 2015 року сафарі-парк Сан-Дієго повідомив про смерть самиці Ноли. Діти та онуки Судана, які народилися у 1980-х роках, — теж самиці, самець Суні помер у віці 34 років у жовтні 2014 року.
Зважаючи на надзвичайну цінність тварини для світової природної спадщини, влада Кенії забезпечувала цілодобову охорону носорога. У лютому 2015 року керівництво «Ол Педжети» запустило краудфандингову кампанію на платформі GoFundMe для збирання коштів на збройну охорону носорога. Крім того, на тілі були Судана встановлені сигнальні радіопередавачі, а ріг тварини видалений, щоби знецінити носорога для потенційних браконьєрів.

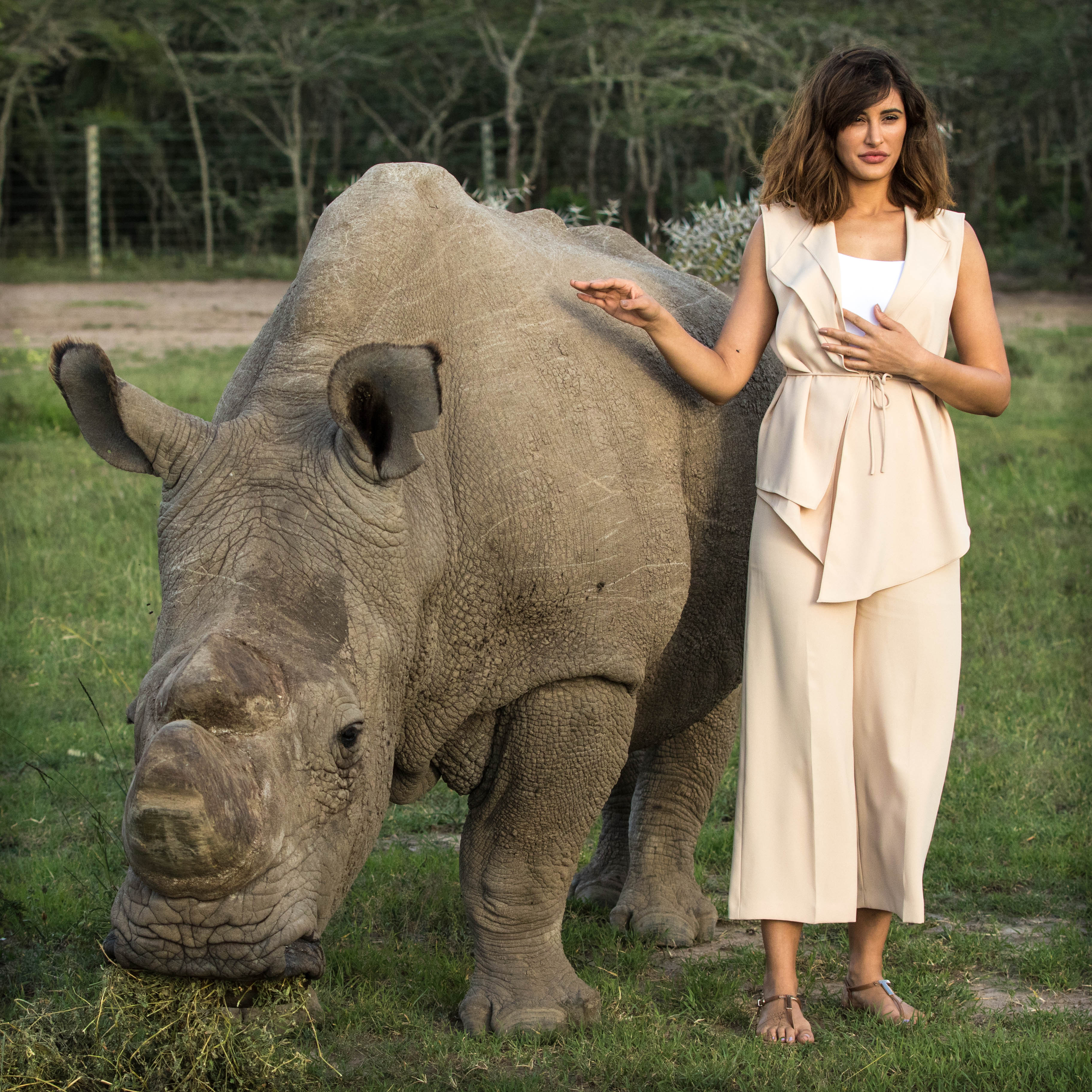
Нарґіс Фахрі із Суданом, 2015 рік

У травні 2015 року кампанію підтримки заповідника взагалі та збереження білого носорога зокрема розпочали пакистанські підприємці з Дубая Хамід Хусейн та Мухаммад Якуб, до заходів приєдналися боллівудська кінозірка Нарґіз Фахрі, арабська кіноакторка Халед Абол Наґа та інші знаменитості.
У квітні 2017 року фотографії 43-річного носорога в Мережі розмістив біолог Даніель Шнайдер, який зауважив, що через старість Судан уже не матиме дітей. Світлини викликали бурхливу реакцію користувачів мережі, а розробники програми Tinder спільно із кенійськими захисниками тварин створили на сайті профіль Судана — не для «знайомства» тварини із двома досі живими самицями (дочка Наджин і онука Фату), а задля фінансування відновлення популяції білих носорогів штучним шляхом.
Помер Судан у віці 45 років: за рішенням ветеринарної команди зоопарку Двур-Кралове, заповідника «Ол Педжета» та Служби охорони дикої природи Кенії, його приспали 19 березня 2018 року в кенійському заповіднику після того, як стан носорога значно погіршився наприкінці лютого через пов'язані з віком ускладнення. Тепер лишилися лише дві самиці північних білих носорогів.